# روبرت آلان ماكدونالد

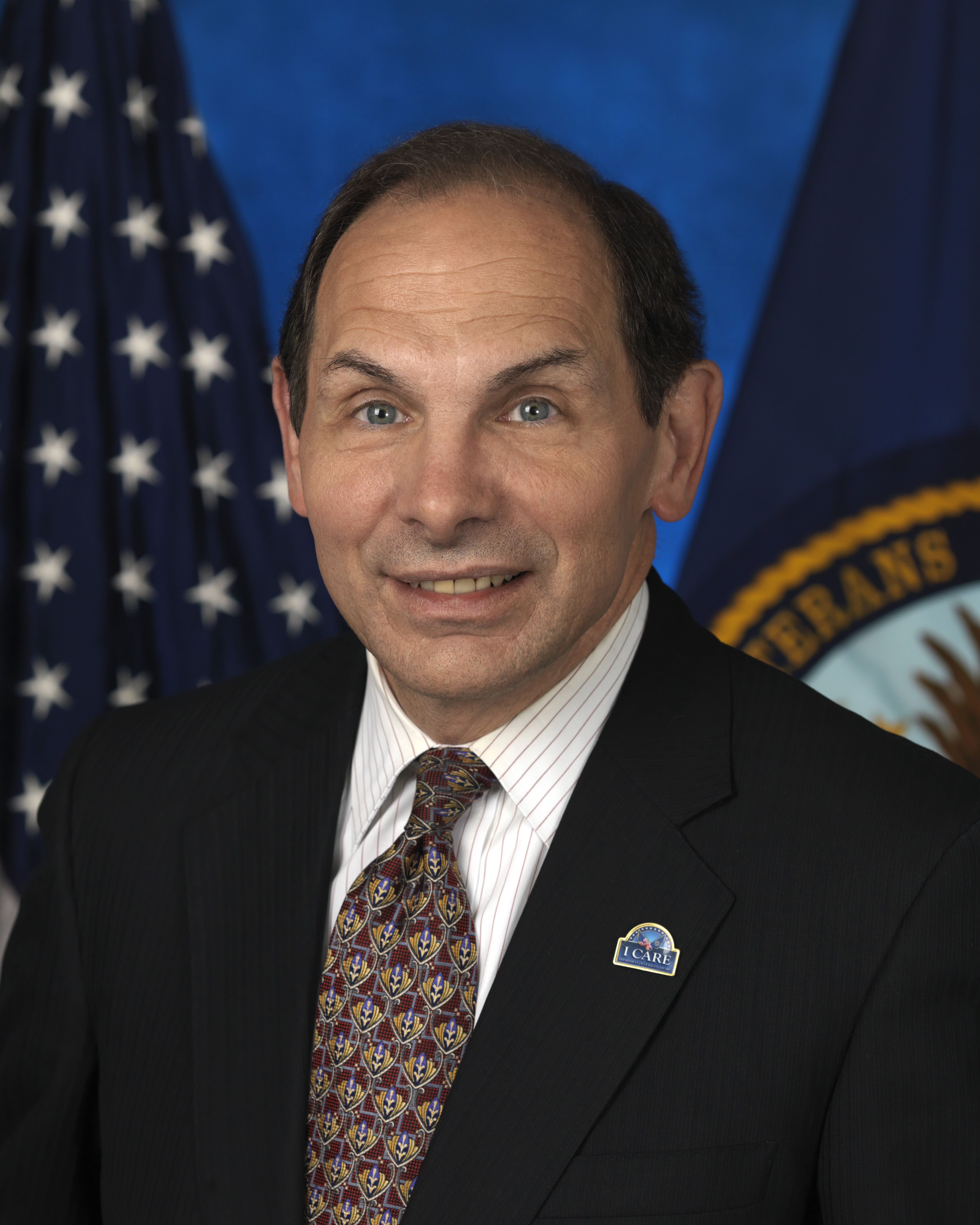
روبرت آلان ماكدونالد.

روبرت آلان ماكدونالد (بالإنجليزية: Robert A. McDonald)‏ (20 يونيو 1953) سياسي أمريكي وهو الوزير الثامن لوزارة شؤون المحاربين القدامى ويشغل هذا المنصب منذ 30 يوليو 2014. هو رئيس متقاعد، والرئيس التنفيذي لشركة بروكتر أند غامبل.

## روابط خارجية
- روبرت آلان ماكدونالد على موقع مونزينجر (الألمانية)
- روبرت آلان ماكدونالد على موقع إن إن دي بي (الإنجليزية)